# Sztuczna zastawka serca
Sztuczna zastawka serca (ang. Artificial heart valve) – sztucznie wstawiony zamiennik naturalnej zastawki serca niespełniającej swojej funkcji z powodu zmian chorobowych wrodzonych, nabytych lub pourazowych. W zależności od położenia może to być zastawka aortalna, zastawka mitralna, zastawka płucna lub zastawka trójdzielna. Wśród sztucznych zastawek rozróżnia się zastawki mechaniczne i biologiczne serca, które mogą być wszczepione metodą chirurgiczna otwartą (w krążeniu pozaustrojowym) lub małoinwazyjną.

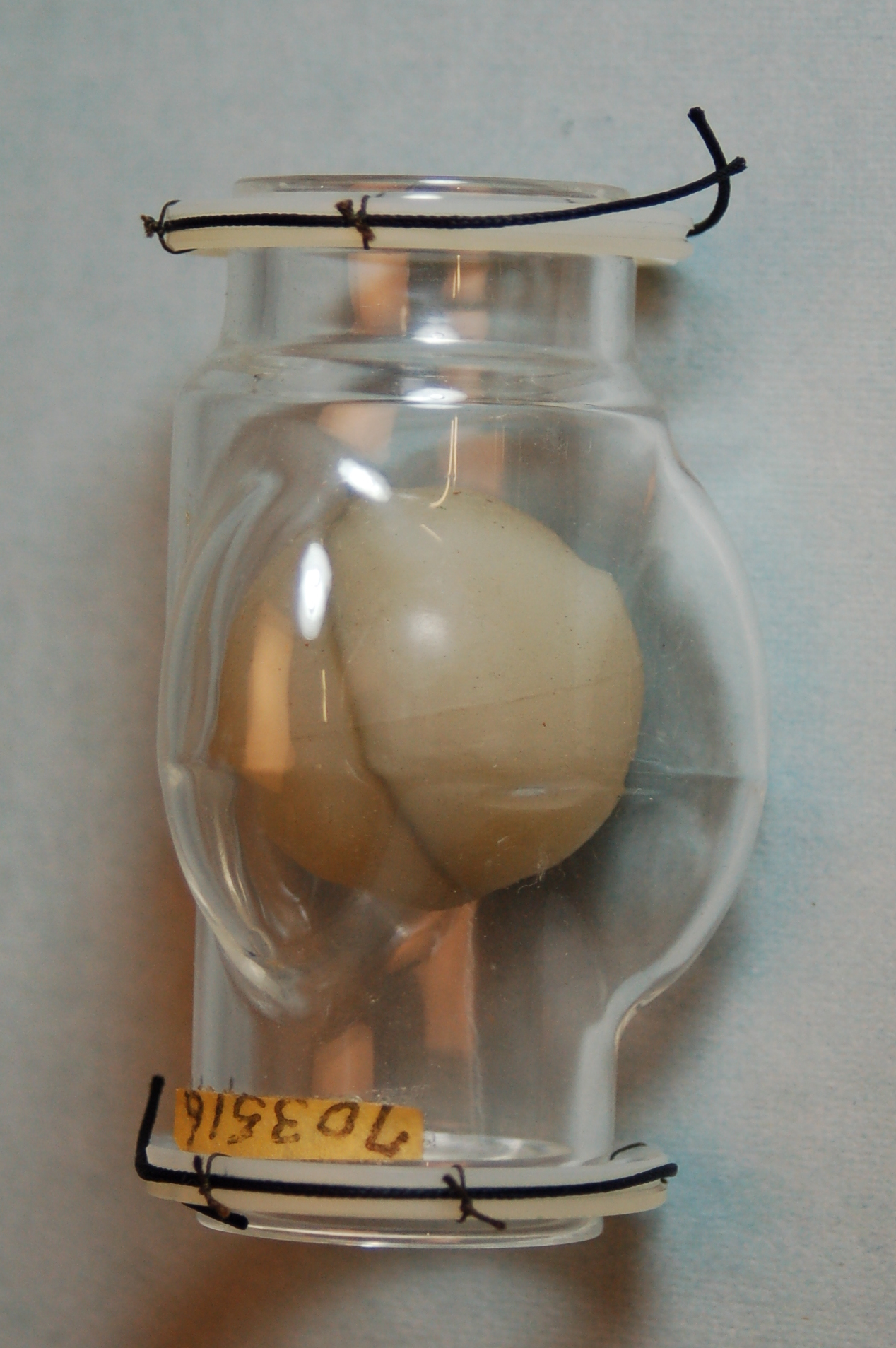
Zastawka użyta przez Hufnagla

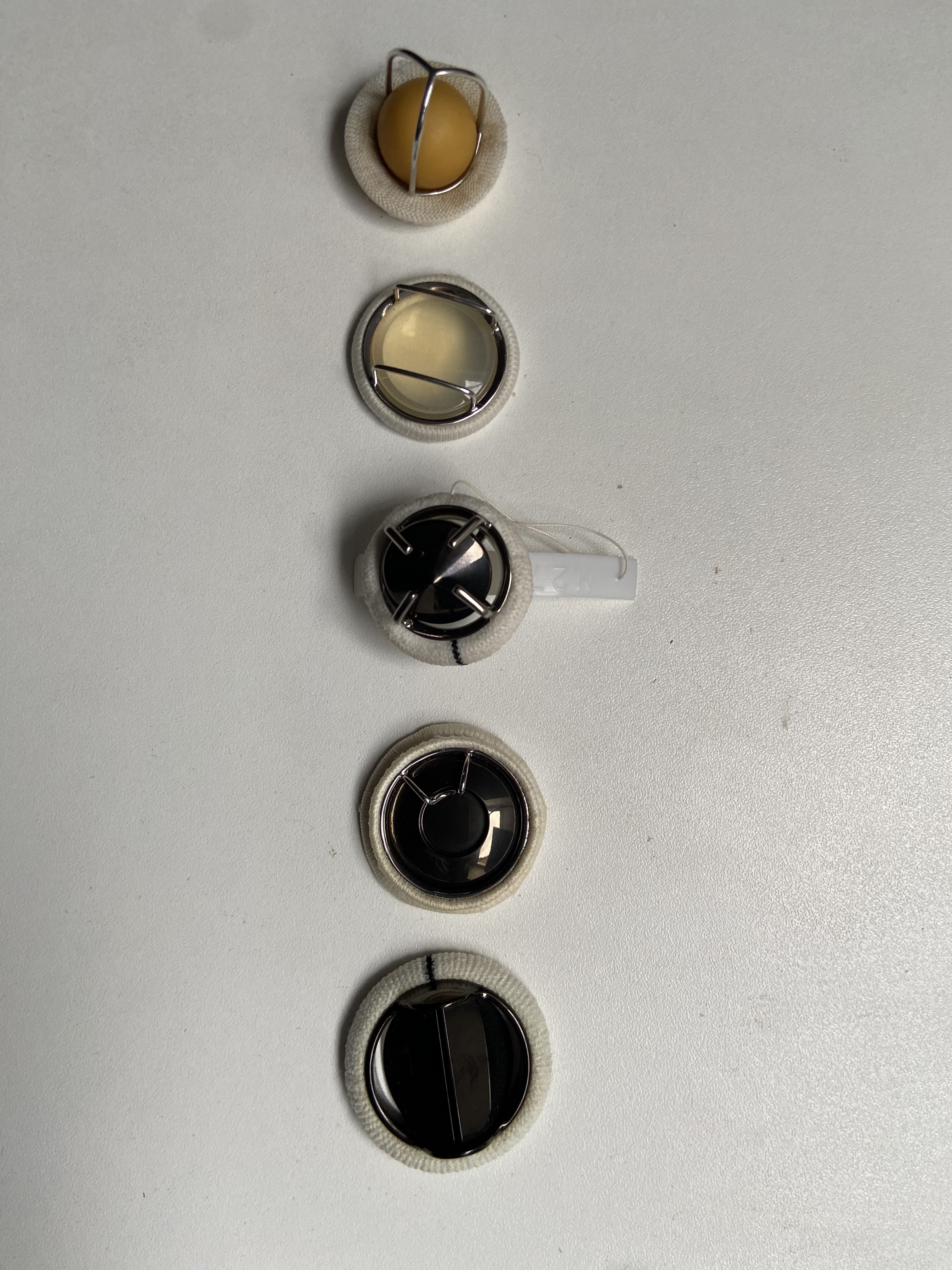
Różne typy sztucznych zastawek mechanicznych serca. Od góry: Starr-Edwards, Kay-Shiley, Cooley-Cutter, Bjørk-Shiley, St. Jude Medical

W zależności od wskazania, metodą alternatywną jest rekonstrukcja zastawki serca, czyli operacja naprawcza z zachowaniem własnej zastawki chorego.

## Historia
11 września 1952 Charles A. Hufnagel z Uniwersytetu Georgetown wszczepił opracowaną przez siebie „zastawkę serca” w postaci zastawki kulkowej z pleksiglasu do aorty zstępującej pacjenta z niedomykalnością zastawki aortalnej. Sztuczną zastawkę umieszczono znacznie dalej od naturalnej zastawki aortalnej, która znajduje się u podstawy aorty, ale mimo to poprawiono przepływ krwi (hemodynamikę). Technikę tę testowano wcześniej w pracowni doświadczalnej na zwierzętach.
Pierwsze sztuczne zastawki aortalne serca w postaci zastawki kulkowej z koszykiem w położeniu anatomicznym (w pozycji podwieńcowej aorty) zostały wszczepione w 1960 przez Alberta Starra. Zastawka została skonstruowana w ramach współpracy Alberta Starra z inżynierem Lowellem Edwardsem.

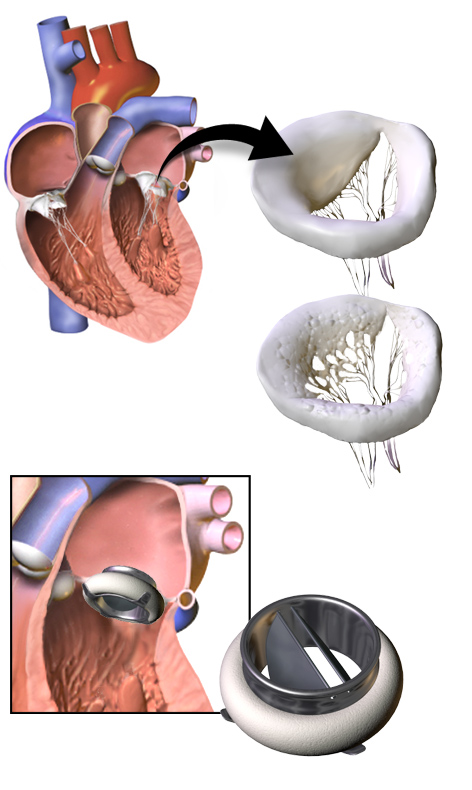
Wymiana zastawki mitralnej na dwupłatkową zastawkę mechaniczną

## Zastawki mechaniczne
Zastawki mechaniczne występują w trzech głównych typach – kulkowe z klatką, z dyskiem uchylnym i dwupłatkowe (dwa półdyski) – z różnymi modyfikacjami tych konstrukcji. Zawory kulkowe z klatkami nie są już wszczepiane. Zastawki dwupłatkowe są obecnie najczęstszym rodzajem zastawek mechanicznych wszczepianych pacjentom.
Zastawki kulkowe z klatkami powiązane były z tworzeniem się skrzepów krwi i z tego powodu osoby, ze sztucznymi zastawkami kulkowymi wymagały wysokiego stopnia leczenia przeciwzakrzepowego przez stosowanie dużych dawek leków przeciwzakrzepowych, zwykle z docelowym INR wynoszącym 3,0–4,5.
W 1968 inżynierowie z Edwards Laboratories wyszczególnili kilka punktów wymagających poprawy przy dalszych pracach nad zastawkami mechanicznymi serca. Były to: 
- Zapobieganie zatorowości
- Poprawa trwałości i odporność na korozję
- Poprawa łatwości szycia kołnierza
- Zachowanie funkcji otaczającej tkanki zostało poprawione poprzez dwie modyfikacje: profil klatki został zaokrąglony tam, gdzie wcześniej był stożkowy, a do korpusu pierścienia do szycia wprowadzono porowatą gąbkę z gumy silikonowej, aby zapewnić elastyczność oraz zbiornik na antybiotyk.
- Redukcja turbulencji. Turbulencje zostały zmniejszone poprzez zwiększenie stosunku kryzy do kuli.
- Zmniejszenie urazów krwi. Rozmiar oczek tkaniny teflonowej został powiększony, aby ułatwić tworzenie się nowej błony wewnętrznej i zmniejszyć uraz krwi.
- Redukcja hałasu. Aby zmniejszyć hałas pokryto grzybek silikonem, .

Dalsze prace nad udoskonaleniem zastawek kulkowych stworzyły zastawkę dyskową z uchylnym dyskiem z zastosowaniem węgla pirolitycznego do ich produkcji. Zastawka z dyskiem charakteryzowała się mniejszą wysokością a wprowadzenie dysku uchylnego przez Vikinga Björka z Instytutu Karolinska w Sztokholmie i Donalda  Shileya w zastawce Björk-Shiley poprawiło przepływ laminarny przez zastawkę. Po dalszych jej modyfikacjach prowadzących do powstania wypukło-wklęsłego dysku zaobserwowano, szczególnie w przypadku dużych zastawek defekt techniczny, który prowadził do pękania małej rozpórki odpływowej. Z tego powodu w 1986 zakończono produkcję zastawek Bjork-Shiley zarówno z płaską, jak i wypukło-wklęsłym dyskiem; do tego czasu wszczepiono około 86 000 takich zastawek.
Następne lata udoskonaleń doprowadziły do skonstruowania dwupłatkowej zastawki St. Jude Medical, której oryginalna konstrukcja od 1977 pozostała praktycznie niezmieniona. Dzięki wszczepieniu ponad 1,3 miliona zastawek St. Jude jest to najczęściej stosowana proteza zastawki na świecie.

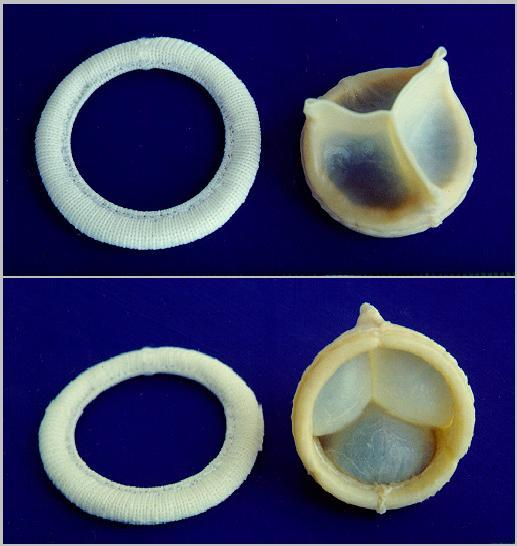
Zastawka biologiczna

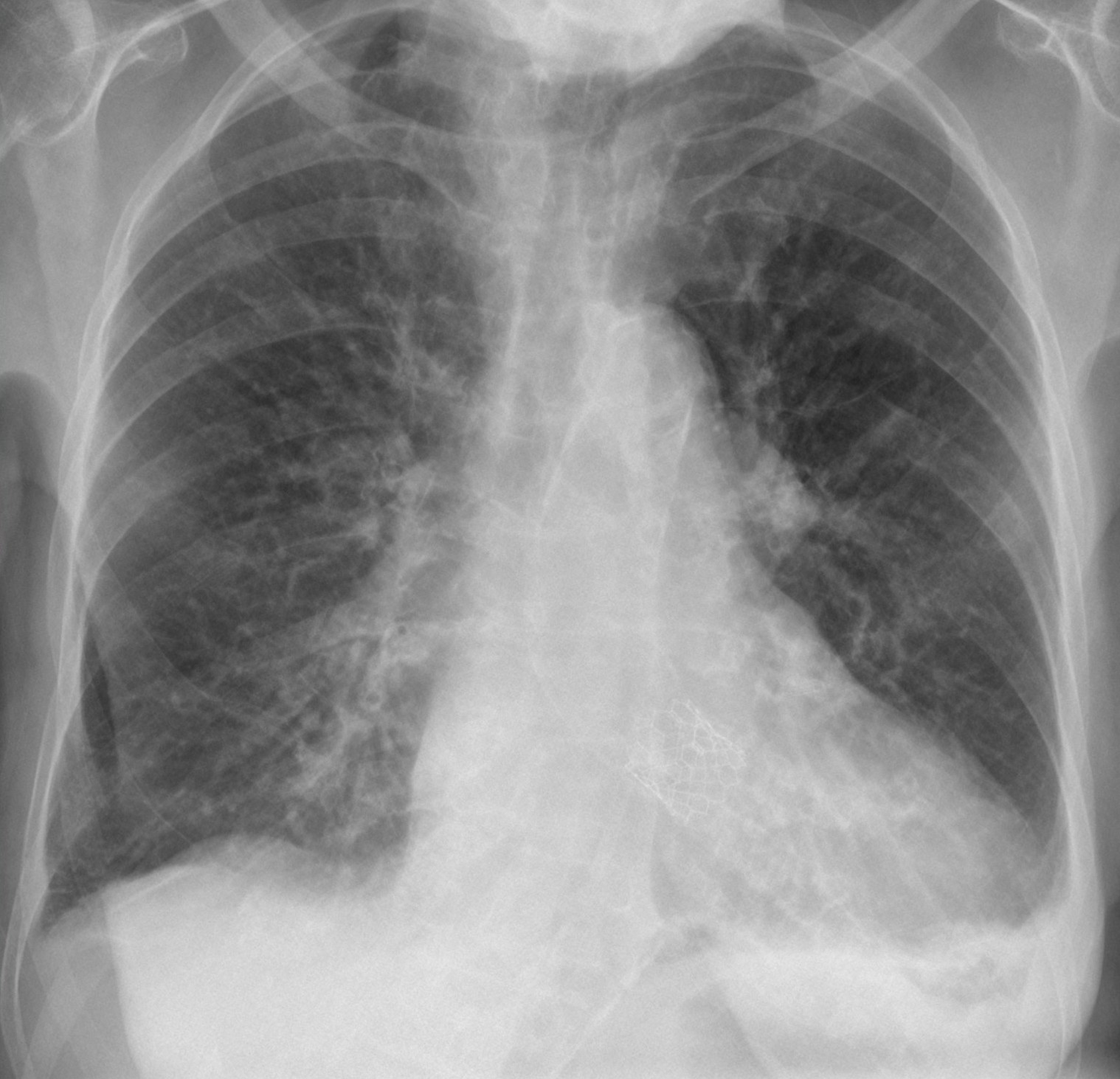
TAVI w przypadku zwapniałej aorty wstępującej

## Zastawki biologiczne
Zastawki biologiczne stentowe są zwykle wykonane z tkanki zwierzęcej (heterograft / ksenoprzeszczep) przymocowanej do metalowego lub polimerowego rusztowania. Konstrukcja bioprotez ma naśladować anatomię naturalnej zastawki aortalnej. Bioprotetyczne zastawki świńskie składają się z 3 płatków zastawki aortalnej świńskiej utrwalonych aldehydem glutarowym i osadzonych na metalowym lub polimerowym stencie podtrzymującym. Zastawki osierdziowe są wykonane z płatków bydlęcego osierdzia zamontowanego na rusztowaniu (stencie).
W celu poprawy hemodynamiki i trwałości zastawek biologicznych opracowano także zastawki biologiczne bezstentowe.
Na początku XXI w. pojawiły się biologiczne zastawki, Edwards-Sapien i CoreValve, wszczepiane przezskórnie przy użyciu cewników metodą TAVI. Są one wskazane dla chorych o zwiększonym ryzyku przy klasycznej operacji na otwartym sercu z użyciem krążenia pozaustrojowego, np. u chorych ze zwapniałą aortą wstępującą, tzw. porcelanowa aorta.
Alternatywą dla zastawek z tkanek zwierzęcych są przeszczepy homogenne, w przypadku gdy stosuje się zastawki od dawców ludzkich, jak w przypadku homoprzeszczepów aorty i autoprzeszczepów płucnych. Homograft aortalny to zastawka aortalna od człowieka, pobrana po jego śmierci lub z serca usuniętego w celu zastąpienia go podczas przeszczepu serca. Autoprzeszczep płucny, znany również jako zabieg Rossa, polega na usunięciu zmienionej zastawki aortalnej i zastąpieniu jej własną zastawką płucną pacjenta (zastawka pomiędzy prawą komorą a tętnicą płucną). Następnie stosuje się homoprzeszczep płucny (zastawkę płucną pobraną ze zwłok) w celu zastąpienia własnej zastawki płucnej pacjenta. Zabieg ten jest stosowany głównie u dzieci i młodocianych pacjentów, ponieważ pozwala na wzrost własnej zastawki płucnej pacjenta (obecnie w pozycji aorty) wraz z dzieckiem.

## Różnice między zastawkami mechanicznymi i biologicznymi
Zastawki mechaniczne są bardziej trwałe niż tkankowe stąd zastawki mechaniczne są wskazane dla  młodszych osób, którzy po implantacji zastawki biologicznej wymagaliby powtórnej wymiany zastawki tkankowej z powodu jej zmian degeneracyjnych (im młodszy pacjent, tym procesy degeneracyjne postępują szybciej)  i narażonych na ryzyko uszkodzenia zastawki ze względu na jej trwałość. Negatywną stroną jest konieczność stosowania leków przeciwzakrzepowych do końca życia i z tego powodu zalecane także w późniejszym wieku dla osób, które już przyjmują leki przeciwzakrzepowe z innych powodów, np. migotania przedsionków.
Zastawki tkankowe są lepsze dla starszych grup wiekowych, ponieważ kolejna operacja wymiany zastawki może nie być konieczna w ciągu ich życia (niektóre badania przesuwają granice wieku dla wskazań dla zastawki biologicznej). Ze względu na ryzyko tworzenia się skrzepów krwi w zastawkach mechanicznych i ciężkiego krwawienia jako głównego efektu ubocznego przyjmowania leków rozrzedzających krew, osoby, które są narażone na ryzyko krwawienia i nie chcą przyjmować leków przeciwzakrzepowych, mogą również rozważyć zastawki tkankowe. Inni pacjenci, którzy mogą być bardziej odpowiedni dla zastawek tkankowych, to osoby, które mają zaplanowane inne operacje i nie mogą przyjmować leków rozrzedzających krew.